# Bezpopowcy

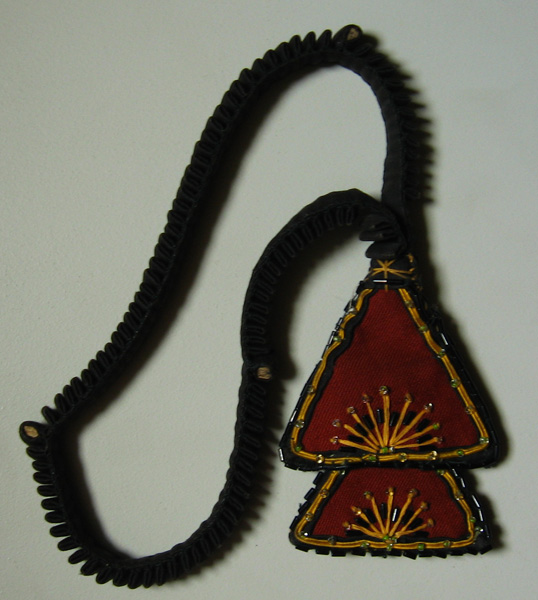
Lestowka – sznur modlitewny używany przez bezpopowców przy codziennej modlitwie, w szczególności przy odmawianiu wezwań Gospodi pomiłuj oraz Modlitwy Jezusowej

Bezpopowcy – jeden z dwóch głównych odłamów ruchu staroobrzędowego (obok popowców), powstały w końcu XVII w.
Specyficzną cechą bezpopowców jest wiara w panowanie Antychrysta na ziemi, co powoduje w ich ocenie nieważność sakramentów sprawowanych przez jakikolwiek chrześcijański związek wyznaniowy. Dowodem takiego stanu rzeczy jest w ich ocenie przyjęcie przez Rosyjski Kościół Prawosławny reformy liturgicznej, wprowadzającej niedopuszczalne ich zdaniem modyfikacje do tradycyjnych obrzędów. W związku z tym bezpopowcy uważają, iż po śmierci ostatnich duchownych wyświęconych według rytu sprzed reformy nie ma już prawdziwych kapłanów na świecie, a jedynym przewodnikiem duchowym wiernych jest sam Jezus Chrystus. Bezpopowcy zrzeszają się w gminach kierowanych przez nastawników, ich świątynie noszą nazwę molenn.
Brak hierarchii duchownej sprawił, że w obrębie bezpopowców bardzo szybko wykształciły się odrębne wspólnoty (ros. sogłasija), toczące spory w kwestiach doktrynalnych i nieuznające się wzajemnie. Historycznie najważniejszymi odłamami bezpopowców byli pomorcy, fiedosiejewcy i filiponi. Współcześnie (2022) największą liczebnie wspólnotą bezpopowską są liczący 800 tys. wyznawców pomorcy, zaś łączna liczba wszystkich bezpopowców w Rosji szacowana jest na ponad 1,1 mln osób.

## Historia

### Powstanie ruchu staroobrzędowego i podział w nim

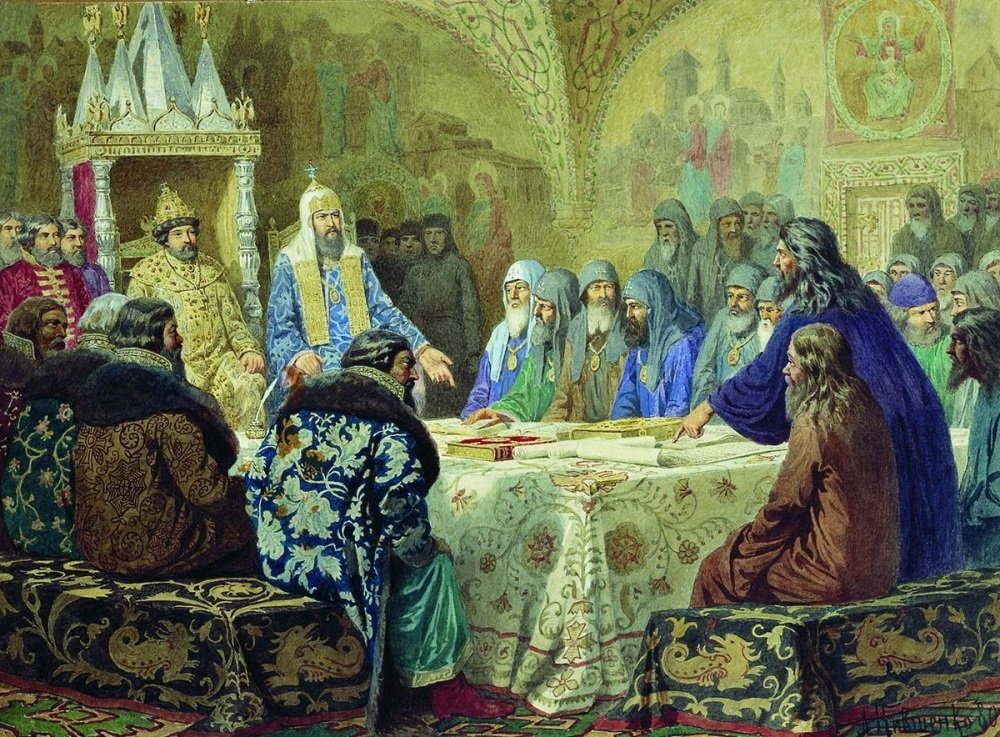
Patriarcha Nikon przedstawia poprawione księgi liturgiczne, obraz Aleksieja Kiwszenki

Ruch staroobrzędowców powstał jako reakcja części wiernych i duchowieństwa Rosyjskiego Kościoła Prawosławnego na reformę liturgiczną, podjętą w latach 50. XVII w. przez patriarchę moskiewskiego i całej Rusi Nikona. Głównym założeniem reformy było usunięcie z rosyjskich ksiąg liturgicznych zniekształceń i naleciałości powstałych w toku kilkuwiekowego ręcznego przepisywania tekstów modlitw. Liturgia Rosyjskiego Kościoła Prawosławnego miała być, tak jak pierwotnie po chrzcie Rusi, dokładnym tłumaczeniem greckiej.
Zmiany w liturgii, chociaż sankcjonowane przez sobory biskupów, wywołały sprzeciw części duchowieństwa i wiernych Rosyjskiego Kościoła Prawosławnego, w szczególności wiejskich kapłanów parafialnych. Przeciwnicy reform uważali tradycyjne ruskie obrzędy za święte (w myśl koncepcji o szczególnej świętości ziemi rosyjskiej), nawet, jeśli z czasem zaczęły odbiegać od greckich pierwowzorów. Co więcej, w ich ocenie to greckie prawosławie zostało skażone z powodu udziału hierarchii Patriarchatu Konstantynopolitańskiego w zawarciu unii florenckiej; konsekwentnie zatem to Kościoły tradycji greckiej powinny upodobnić swoją liturgię do obrzędów rosyjskich. W 1667 sobór moskiewski ogłosił staroobrzędowców heretykami.
Starowiercy nie zdołali wytworzyć własnej hierarchii biskupiej, a to z kolei uniemożliwiło im samodzielne wyświęcanie nowych kapłanów. Do końca XVII w. sakramenty we wspólnotach starowierskich sprawowali kapłani, którzy przyjęli święcenia przed reformą Nikona i wystąpili z kanonicznego Rosyjskiego Kościoła Prawosławnego. Duchowni ci jednak wymierali i po kilku dziesięcioleciach od powstania ruchu staroobrzędowego zabrakło kapłanów. W tej sytuacji część starowierców zliberalizowała swoje wymagania wobec kandydatów na duchownych swojego wyznania, zgadzając się przyjmować osoby wyświęcone w kanonicznej Cerkwi po reformie Nikona – tak powstał nurt popowców. Druga zaś grupa uznała, że prawdziwe kapłaństwo przestało istnieć i odtąd jedynie Jezus Chrystus jest mistycznym przewodnikiem prawdziwych chrześcijan. Nurt ten określany jest jako bezpopowcy. Za moment jego powstania umownie przyjmuje się rok 1694, w którym w Nowogrodzie odbył się sobór staroobrzędowy. Jego uczestnicy odrzucili instytucję kapłaństwa. Bezpopowcy zyskiwali zwolenników przede wszystkim na północy Rosji. Z czasem ich wspólnoty pojawiły się także na Powołżu, w Petersburgu i Moskwie, a także na Uralu i Syberii Zachodniej.

### Próby przywrócenia instytucji kapłaństwa
Mimo ogłoszenia Rosyjskiego Kościoła Prawosławnego narzędziem szatana przez cały XVIII w. bezpopowcy podejmowali próby odzyskania hierarchii cerkiewnej. W 1730 M. Wiszczatin z Pustelni Wygowskiej udał się razem z popowcami do Palestyny, by poszukiwać tam prawdziwych kapłanów. Bezpopowcy wspólnoty pomorskiej pozostawali w bliskich i przychylnych stosunkach z popowcami. W 1765 przedstawiciele obydwu grup rozważali w Moskwie wybór kandydata na wspólnego biskupa. Jego symbolicznej chirotonii planowano dokonać, kładąc na jego głowie rękę z nierozłożonych relikwii świętego metropolity moskiewskiego Jonasza lub innego świętego biskupa działającego przed reformą Nikona.

### Działalność Pustelni Wygowskiej i podział wśród bezpopowców
Decydujący wpływ na ukształtowanie się nauki bezpopowców mieli mnisi Monasteru Sołowieckiego: Ignacy, Herman, Gennadiusz i Korneliusz. Opuścili oni macierzysty klasztor (znaczący ośrodek staroobrzędowy) i wędrowali po północnej Rosji, nauczając miejscową ludność. Ostatni z wymienionych założył w 1695 razem z Daniiłem Wikulinem i Andriejem Dienisowem Pustelnię Wygowską – bezpopowski ośrodek życia monastycznego. Z czasem rozwinął się on w zespół męskich i żeńskich monasterów i skitów, przy których funkcjonowały także wspólnoty osób świeckich. Przyczyniły się one w dużej mierze do zagospodarowania obszarów Pomorza, ich mieszkańcy zajmowali się nadto łowiectwem, rybołówstwem oraz utrzymywali ożywione kontakty handlowe z Moskwą i Petersburgiem. Mnisi z Pustelni Wygowskiej prowadzili również szeroką działalność literacką i teologiczną. Dienisow opracował w 1772 roku część dzieła „Pomorskije otwiety” (Pomorskie odpowiedzi), zawierającą oficjalną doktrynę bezpopowców. Jego brat Siemion (1682–1744) jest autorem żywota obrońców starej wiary, a Iwan Filippow (1655–1744) – historii klasztorów nad Wygiem. Monaster prowadził również szkoły, kształcące nastawników, psalmistów i ikonografów.
Pustelnia Wygowska została zlikwidowana w czasie kampanii represji wobec staroobrzędowców za panowania Mikołaja I.
Autorytet Pustelni Wygowskiej wśród bezpopowców nie zapobiegł dalszym podziałom tego ruchu. W ostatniej dekadzie XVII w. swoją działalność rozpoczął Fieodosij Wasiljew, który dał początek nurtowi fiedosiejewców. Jego zwolennicy żyli przede wszystkim na ziemi nowogrodzkiej i pskowskiej. W XVIII w. mnich Filip dał początek nurtowi filiponów. Obok wymienionych, najbardziej liczebnych grup, powstał szereg mniejszych.
Kary za przynależność do wspólnot staroobrzędowych zniosła caryca Katarzyna II.

### XIX w.
O ile Aleksander I prowadził wobec bezpopowców (i wszystkich staroobrzędowców) politykę względnej tolerancji, jego następca Mikołaj I uznał ich za niebezpiecznych dla państwa i poddał represjom. Pod ich wpływem część z nich zgodziła się przejść do Rosyjskiego Kościoła Prawosławnego z prawem zachowania tradycyjnych obrzędów (jednowiercy). W XIX w. doszło do dalszych podziałów wśród bezpopowców.
Od 1883 wszyscy rosyjscy staroobrzędowcy mogli wykonywać dowolne zawody (w tym pracować w administracji kraju) i wznosić świątynie. Nadal zabraniano im jednak działalności ukierunkowanej na pozyskanie nowych wyznawców.

### XX w.
Ostatnie ograniczenia nakładane na bezpopowców zostały wycofane na mocy ukazu cara Mikołaja II. Wówczas w Imperium Rosyjskim żyło od 10 do nawet 25 mln staroobrzędowców, z czego bezpopowcy stanowili większość. Ukaz tolerancyjny umożliwił bezpopowcom organizację wszechrosyjskich lub regionalnych soborów, w czasie których poszczególne wspólnoty omawiały perspektywy swojego rozwoju, w tym m.in. kwestię organizacji bezpopowskiego szkolnictwa.
Bezpopowcy na ogół negatywnie przyjęli rewolucję październikową. W ZSRR tradycyjne skupiska staroobrzędowe uległy zniszczeniu w okresie kolektywizacji. Życie religijne wspólnot bezpopowskich zeszło do podziemia lub zamarło całkowicie. Częściowe wznowienie działalności poszczególnych gmin było możliwe dopiero po II wojnie światowej. W II poł. XX wieku wspólnoty staroobrzędowe ponownie mogły organizować sobory.
Według danych z XXI w. w Rosji żyją przedstawiciele następujących grup bezpopowców: pomorcy (800 tys.), czasowiennyje (300 tys.), spasowcy (40 tys.), fiedosiejewcy (10 tys.), filiponi (250-300 osób), strannicy i niechrzczeńcy (liczba nieustalona).

## Teologia bezpopowców
Staroobrzędowcy zachowują całość nauczania Rosyjskiego Kościoła Prawosławnego (a w konsekwencji wszystkich kanonicznych Kościołów prawosławnych) w zakresie dogmatyki i teologii moralnej. Uważają się jednak za jedyne wyznanie głoszące prawdziwą naukę chrześcijańską, twierdząc, iż Cerkiew rosyjska sprzeniewierzyła się jej w momencie zmodyfikowania swoich obrzędów. Zachowywanie rosyjskich obrzędów i tekstów liturgicznych (w języku cerkiewnosłowiańskim) sprzed reformy w formie niezmienionej w żaden sposób jest podstawowym obowiązkiem wyznawców „starego obrzędu” wszystkich odłamów.
Szczególną cechą nauczania bezpopowców jest przekonanie o tym, że nadejście Antychrysta na ziemię miało już miejsce. Dowodem tego ma być przyjęcie przez Rosyjski Kościół Prawosławny reform liturgicznych uważanych za heretyckie, a konsekwencją – nieważność sakramentów sprawowanych przez jego kapłanów. Bezpopowcy uznają, że do zbawienia niezbędne są tylko trzy sakramenty – chrzest, pokuta i eucharystia. W ich wspólnotach dwóch pierwszych sakramentów udzielają osoby świeckie lub mnisi. Ponieważ sprawowanie eucharystii bez udziału kapłana nie jest możliwe, bezpopowcy nauczają o niewidzialnej, duchowej Komunii Świętej. Osoby wstępujące do wspólnoty bezpopowskiej muszą zostać powtórnie ochrzczone.

### Liturgika
Nabożeństwa bezpopowców są zmodyfikowaną wersją prawosławnych nabożeństw cyklu dobowego. Wyróżnia się następujące nabożeństwa: wieczernię, powieczerze, nabożeństwo o północy, jutrznię z nabożeństwami pierwszej, trzeciej, szóstej i dziewiątej godziny kanonicznej oraz obiednię. Z tekstów liturgicznych usuwa się fragmenty, które powinien wygłaszać kapłan. Ektenie zastępuje wygłaszanie formuły Gospodi, pomiłuj (odpowiednio 3 razy zamiast małej ektenii, 12 zamiast ektenii pokoju i ektenii błagalnej, 40 zamiast ektenii usilnego błagania).
Świątynie bezpopowców (molenny) z powodu braku kapłanów nie mają wyodrębnionego prezbiterium. Ikonostas nie oddziela nawy od pomieszczenia ołtarzowego, lecz ustawiony jest pod ścianą wschodnią budynku.

## Najważniejsze nurty bezpopowców
Spory dotyczące kwestii doktrynalnych były przyczyną wyodrębnienia się kolejnych wspólnot (ros. sogłasije) bezpopowskich.

### Pomorcy

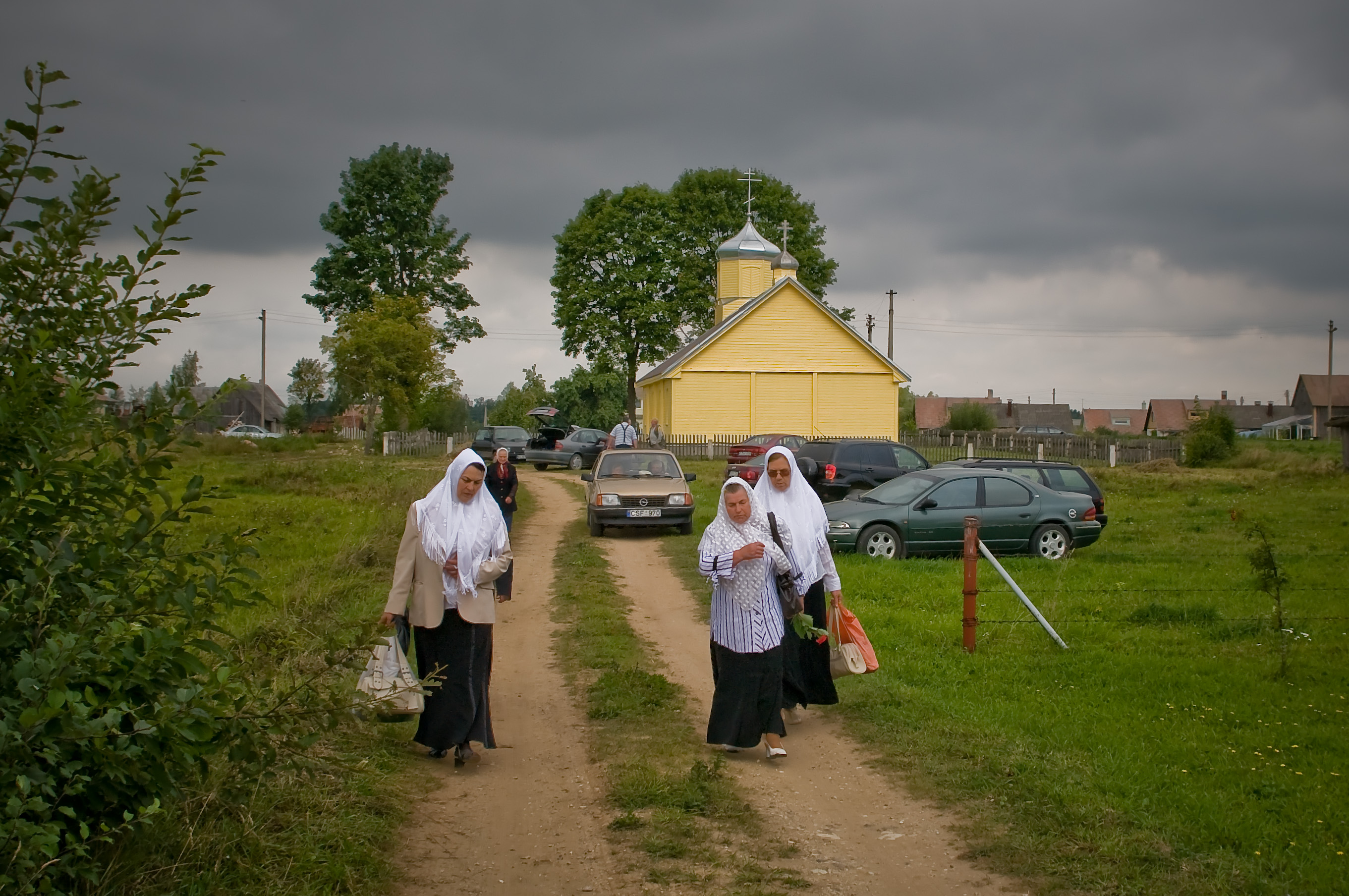
Członkinie gminy pomorskiej w Smilgiai (Litwa) przy molennie

Nurt ten związany był z Pustelnią Wygowską, z czasem rozszerzył się z rosyjskiego Pomorza także w inne części kraju. Pomorcy odrzucili całkowicie małżeństwo, nakazując swoim wyznawcom życie w celibacie. Dopiero w 1798 dopuścili możliwość zakładania rodzin i współżycia płciowego. Do 1739 stanowczo sprzeciwiali się również tradycyjnej modlitwie za rządzących. Swoich wyznawców zobowiązywali do gotowości na każde poświęcenie w imię wiary, w tym na rytualne samospalenia.
Współcześnie (pocz. XXI w.) pomorcy prowadzą w Rosji ok. 200 gmin. Są obecni również w krajach bałtyckich (najwięcej parafii, 66, na Łotwie), Polsce, Kazachstanie, Stanach Zjednoczonych, Kirgistanie, Mołdawii. Niewielkie grupy, nieposiadające odrębnych molenn, odnotowywane są w Rumunii, Finlandii, Niemczech, Szwecji, Francji, Argentynie i Brazylii.

### Fiedosiejewcy

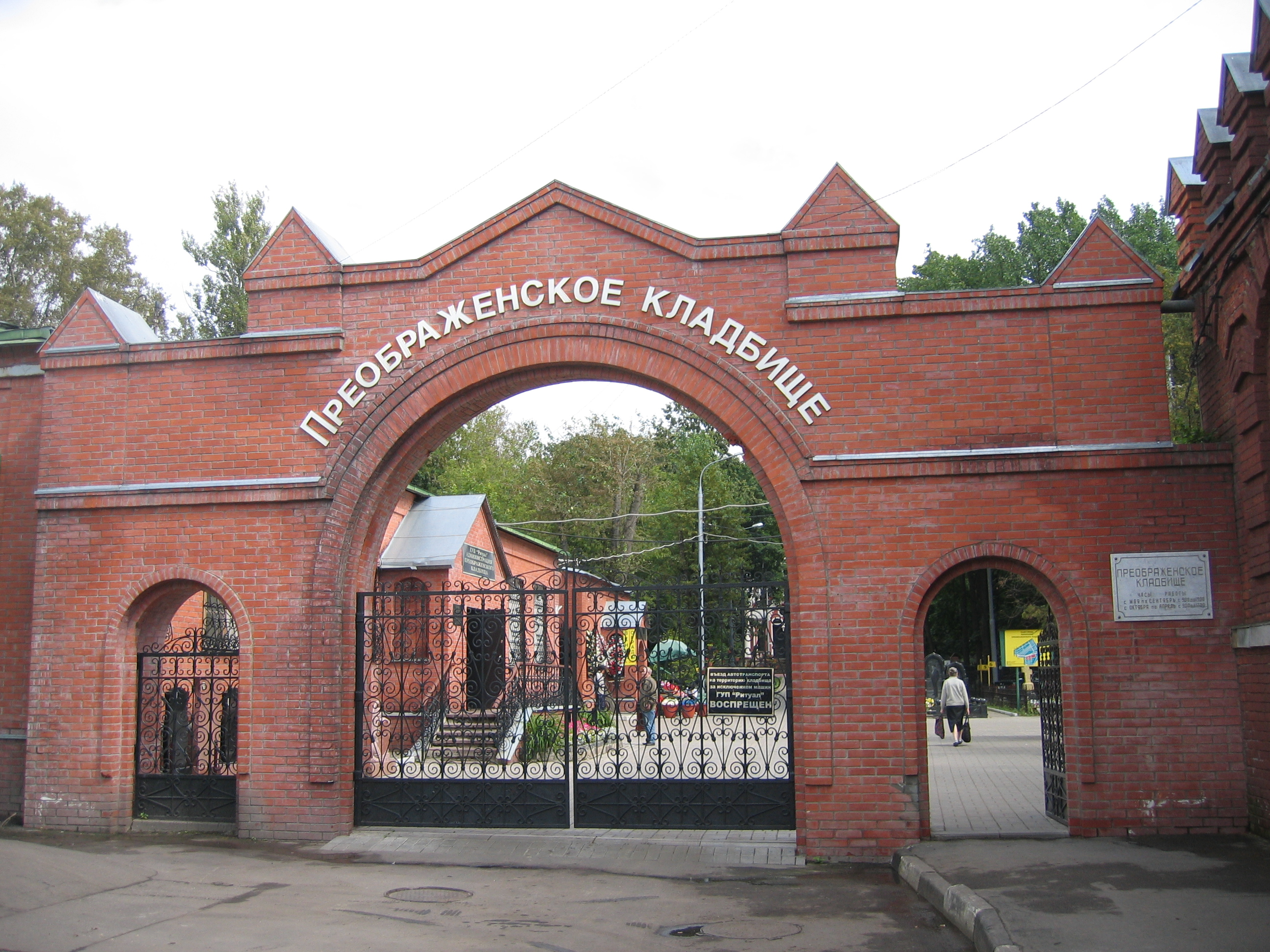
Wejście na teren cmentarza Przemienienia Pańskiego w Moskwie

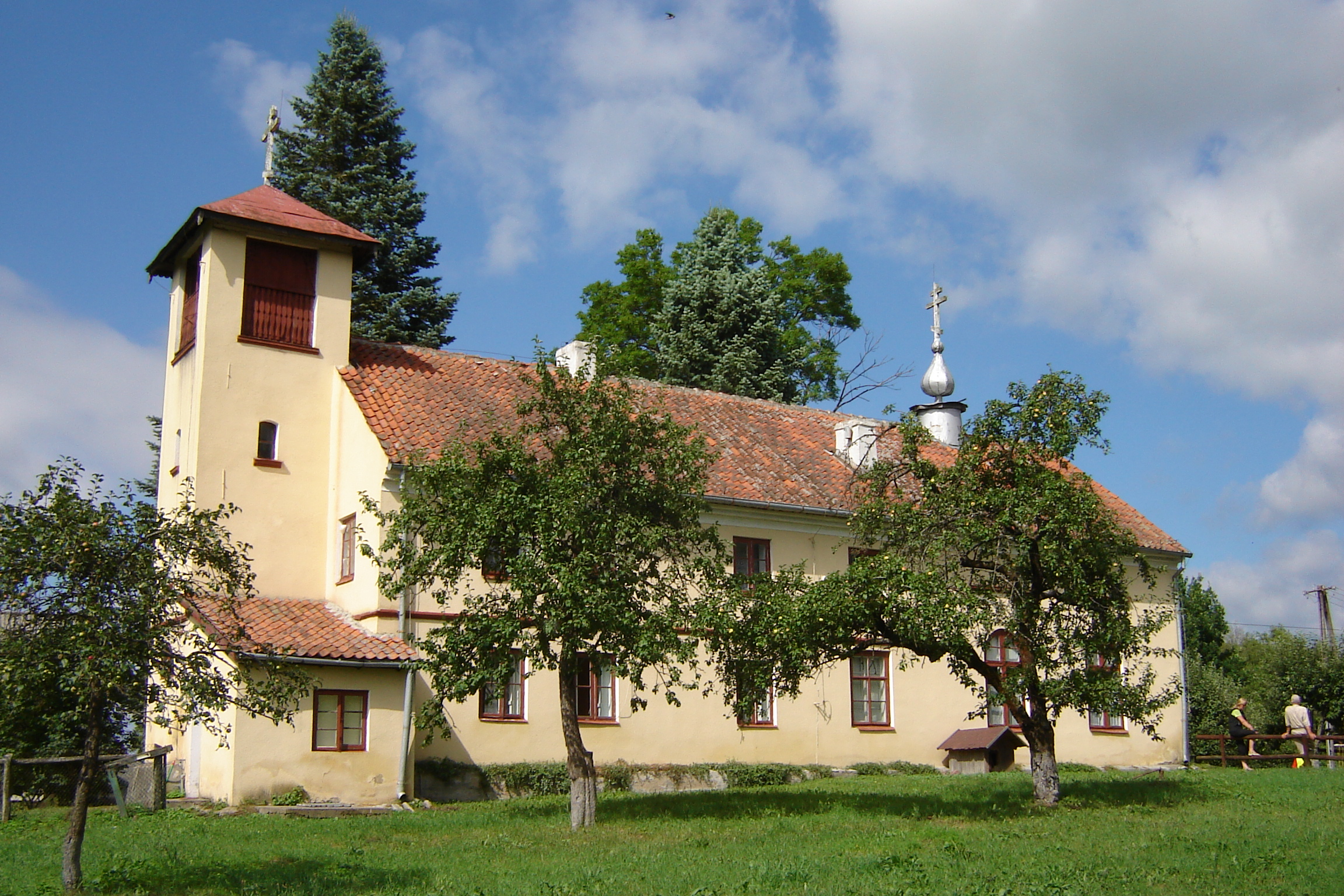
Monaster Zbawiciela i Trójcy Świętej w Wojnowie

Wspólnota ta zaczęła rozwijać się niezależnie od pomorców w końcu XVII w. głównie na ziemi pskowsko-nowogrodzkiej. Za jej twórcę uważa się Fiedosieja Wasiljewa, zaś za moment ukształtowania się – sobory nowogrodzkie z 1694 i 1696, które kategorycznie odrzuciły możliwość uznawania za ważne święceń kapłańskich udzielanych według zreformowanego rytu. Fiedosiejewcy odrzucali małżeństwo, jednak nie żądali od par przystępujących do wspólnot wcześniejszego rozwodu. Uważali również żywność wytwarzaną poza własną wspólnotą za nieczystą i przed jej spożyciem dokonywali jej oczyszczenia poprzez modlitwę z pokłonami. Początkowo fiedosiejewcy i pomorcy prowadzili rozmowy na rzecz połączenia się w jedną wspólnotę, jednak w 1706 zostały one ostatecznie zerwane. Znane są jedynie przykłady korespondencji i współpracy obydwu grup, również z XVIII w., jednak do pełnego zjednoczenia nie doszło.
Na skutek prześladowań ze strony rządu carskiego cześć fiedosiejewców opuściła Rosję, przenosząc się do Prus Wschodnich i Polski, gdzie przez miejscowa ludność zostali nazwani filiponami.
W Rosji głównym ośrodkiem ich działalności był założony w 1771 roku przez bogatego kupca Iliję Kowylina (zm. 1809) cmentarz Przemienienia Pańskiego w Moskwie. W obrębie cmentarza działały także instytucje dobroczynne, monaster i cerkwie. Kompleks ten został skonfiskowany ukazem carskim dnia 21 sierpnia 1853 i zwrócony dopiero po wydaniu ukazu tolerancyjnego w 1905. W latach 1849–1867 znaczny autorytet wśród fiedosiejewców miał również monaster we wsi Eckertsdorf w Prusach Wschodnich.
Po okresie niemal całkowitego zniszczenia w okresie radzieckim głównym ośrodkiem fiedosiejewców jest molenna w Moskwie z działającą przy niej szkołą niedzielną.

### Filiponi
Nurt filiponów (filipowców, staropomorców) powstał w 1729, gdy mnich Filip z Pustelni Wygowskiej odrzucił decyzję wspólnoty o uwzględnianiu we wspólnych modlitwach wspomnienia panującego cara. Filip ze swoimi zwolennikami opuścił klasztor i założył własną wspólnotę. Przetrwała ona do 1742, gdy jej członkowie, nie chcąc wpuścić na teren monasteru carskiej inspekcji, dokonali samospalenia, niszcząc także zamieszkiwane dotąd budynki. Filiponi odrzucali możliwość współżycia małżeńskiego, nakazując byłym małżonkom traktować siebie jak rodzeństwo.
Mimo zniszczenia głównego centrum filiponów w krótkim czasie po jego utworzeniu, wspólnoty głoszące naukę mnicha Filipa przetrwały w Rosji, chociaż w XIX i XX w. były już mało liczebne. W XXI w. niewielkie grupy filipowców odnotowano w Odessie, Kargopolu, w obwodach niżnonowogrodzkim, kirowskim oraz na Syberii.

### Strannicy
Nurt stranników powstał w XVIII w. jako reakcja na względnie tolerancyjną politykę Katarzyny II wobec staroobrzędowców. Zdaniem części bezpopowców uregulowanie swojej sytuacji w państwie oznaczałoby wyrzeczenie się prawdziwej wiary. Nauczanie stranników sformułowane przez mnicha Eutymiusza nakazywało zatem niszczenie dokumentów tożsamości i rezygnację z zamieszkiwania w stałym miejscu na rzecz ciągłej wędrówki, traktowanej jako ucieczka przed szatanem. Obecność stranników w XXI w. odnotowano w Permie, w obwodach saratowskim i archangielskim.

### Nietowszczyna
Do najbardziej radykalnych odłamów bezpopowców należała nietowszczyna (od ros. нет – "nie"), odrzucająca sakramenty jako bezcelowe i przeciwstawiająca się wszelkim nabożeństwom. Jej zwolennicy głosili, że wskutek reform Nikona łaska odeszła do nieba; uważali, że zbawienie jest możliwe, ale jego sposób dokonania jest znany tylko Zbawicielowi (cs. Spas). Stąd alternatywne określanie tej grupy jako spasowców. Nietowszczyzna funkcjonowała od XVIII w.. W XXI w. gminy spasowskie działają na Powołżu oraz w Czerepowcu.

### Inne grupy bezpopowskie

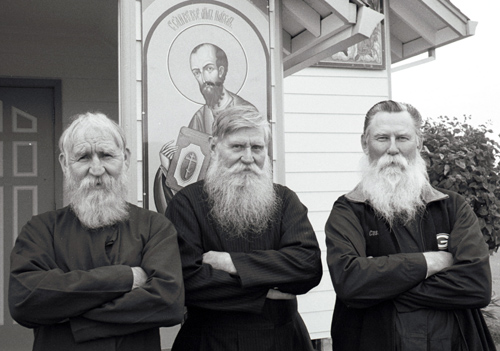
Bezpopowcy z Oregonu (USA)

- Na początku XIX w. na czele odrębnej wspólnoty bezpopowskiej stanął Wasilij Stiepanow, dając początek wspólnocie pastuchów. Głosił on konieczność rezygnacji z paszportów, potępiał samobójstwa rytualne, zabraniał zawierania związków małżeńskich i posługiwania się pieniędzmi[9].
- A. Aaronow, dawny filipon, w latach 60. XVIII w. porzucił dotychczasową wspólnotę i zaczął głosić dopuszczalność małżeństw, potępiał natomiast publiczne deklarowanie wyznania staroobrzędowego na potrzeby spisów państwowych. Jego zwolenników określono mianem aaronowców[9].
- Z fiedosiejewców wyodrębniła się w końcu lat 70. XVIII w. grupa babuszkińców, których przywódca Jepifanij Łaktionow wprowadził śpiew wierszy duchownych napisanych przez swoich zwolenników w miejsce tradycyjnych tekstów nabożeństw, umożliwił przystępowanie do chrztu bez wcześniejszego postu i nie traktował lektury psalmów i kanonów jako obowiązku[9].
- W pierwszej ćwierci XVIII w. powstała wspólnota samochrzczeńców, głoszących, iż prawdziwym chrześcijaninem zostaje się w momencie samodzielnego nałożenia krzyża i wypowiedzenia odpowiednich formuł; grupa ta podkreślała, że do zbawienia wystarczy wiara w nauczania bezpopowców, nie jest zaś potrzebna żadna widzialna forma kultu[9].
- W XVIII w. powstała grupa czasowiennych (od czasowni, kaplic, w których się modlili). Twierdzą oni, że zanik kapłaństwa na ziemi, jaki zaistniał w wyniku reform Nikona, jest sytuacją czasową; odprawianie nabożeństw bez kapłanów traktowali jako rozwiązanie, z którego będzie można w przyszłości zrezygnować, stąd sprzeciwiali się klasyfikowaniu siebie jako bezpopowców[9].
- W XIX w. uformowała się grupa melchizedekowców. Ich nauczanie zakładało, że prawdziwi kapłani zniknęli po wprowadzeniu reform Nikona, jednak przyjmowanie sakramentów świętych nadal jest niezbędnym warunkiem zbawienia. W czasie swoich nabożeństw ustawiali chleb i wino przed ikonami, modlili się (w dowolny sposób), a następnie spożywali je jako komunię świętą[9].
- Na początku XX w. zaczęła swoją działalność grupa titowców, których pierwszym przywódcą był Tit Tarasowicz. Ich nauczanie pokrywało się z tym, które głosili strannicy[9].